# Carl Georg Theodor Hütter
Carl Georg Theodor Hütter (geb. 28. August 1807 in Weimar; gest. 14. Mai 1883) war ein deutscher Maler, Bildhauer und Stukkateur in Weimar.

## Leben und Werk
Hütter war Sohn des Weimarer Tünchers Johannes Hütter.
Er studierte Architektur und Bildhauerei. Er arbeitete in Paris, London, Holland und Belgien. Seit 1830 war Hütter als Lehrer an der Weimarer Baugewerkenschule tätig und zugleich Hofstukkateur. Sein Hauptwerk ist die Stuckausstattung sowie kleinere Malereien in den Dichterzimmern des Weimarer Stadtschlosses, die sich in dessen Westflügel befinden. Seine Hauptauftraggeberin war die Großherzogin von Sachsen-Weimar-Eisenach Maria Pawlowna. So hatte er in Großkromsdorf zwei stark beschädigten Figuren die Köpfe restauriert und sonstige schadhafte Stellen ausgebessert, wie er in seinen Rechnungen angegeben hatte. Auf Veranlassung Maria Pawlownas waren er und Friedrich Preller der Ältere zu Studienzwecken in München.
Hutter war in Weimar wohnhaft am Graben 11.